# 罗伯特·威尔基
小罗伯特·莱昂·威尔基（英語：Robert Leon Wilkie Jr.，1962年8月2日—），美国律师、政治人物，曾任美国退伍军人事务部长。2018年7月23日，威尔基的提名获美国参议院86比9通过。2018年7月30日，威尔基宣誓就职。
在担任退伍军人部长前，威尔基于2017年11月30日到2018年7月30日担任国防部人事与预备副部长。在出任美國海軍預備役的情报官员时期，威尔基于2006年6月20日获时任总统乔治·沃克·布什提名美国国防部职位，9月30日提名获参议院通过。

## 早年和教育
威尔基生于西德美茵河畔法兰克福，随后就读于英格兰索尔兹伯里大教堂学校，高中就读于美国北卡罗来纳州费耶特维尔里德·罗斯高中。身为陆军职业军官的儿子，威尔基在北卡罗来纳州布拉格堡成长。之后与儿时便认识的朱莉亚结婚。
威尔基获北卡罗来纳州威克森林大学文学士学位，1988年获新奥尔良洛约拉大学法学院法律博士，随后获乔治敦大学法律中心国际法和比较法法学硕士学位。

## 政治生涯

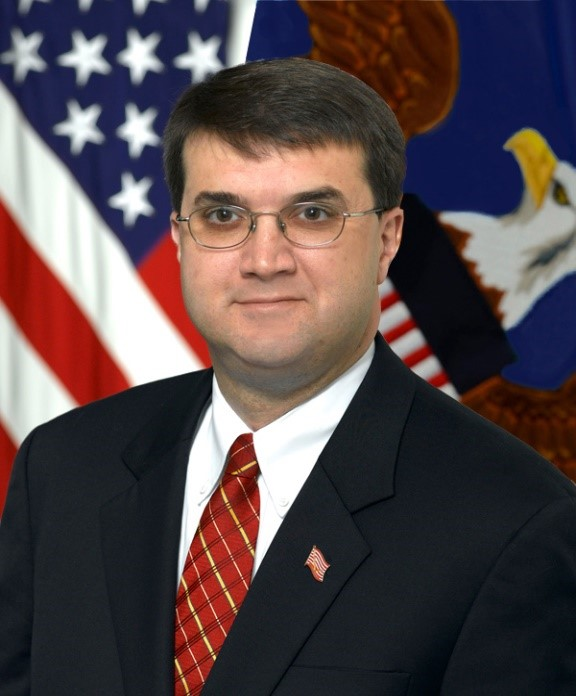
国防部肖像

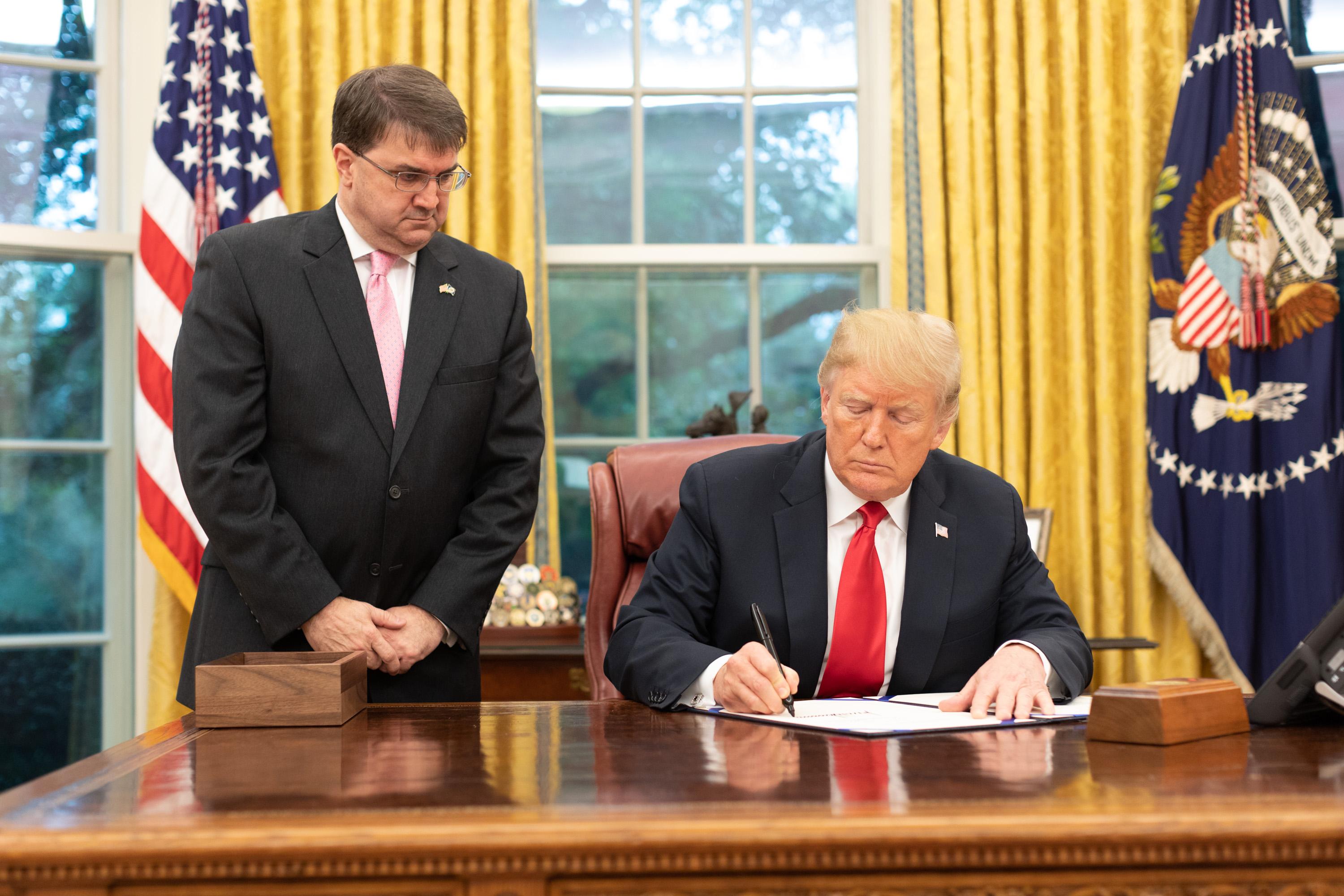
威尔基看著唐纳德·特朗普总统签署《2018年退伍军人待遇法院改善法》。

威尔基职业生涯的首份工作是担任参议员傑西·亞歷山大·赫爾姆斯的法律顾问，随后担任众议员大卫·芬德伯克的立法主任。后来获任命为国际关系委员会及欧洲安全与合作委员会委员。1997年，他开始担任参议员多数党领袖特倫特·洛特国际安全事物法律顾问和顾问，直至2003年。
2003年至2005年，威尔基担任布什政府总统国家安全事务特别助理及国家安全委员会高级主任，兼任时任国家安全顾问康多莉扎·赖斯及其继任者斯蒂芬·哈德利的高级政策顾问。威尔基为《莫斯科条约》、千禧挑战账户、伊拉克重建和北约扩张的具体实施指定政策。2009年，国防部长罗伯特·盖茨授予威尔基国防部最高文官勋章国防公职杰出勋章（Defense Distinguished Public Service Medal）。
2007年，出任国防立法事務副部长期间，威尔基撰写备忘录，概述仅限高级官员及总统指定平民了解的国会证词的方针。批评者指出，该方针可能会阻碍对伊拉克战争的调查，五角大楼无权设立这些规则。
2010年到2015年，威尔基出任全球最大计划管理和工程公司CH2M Hill战略计划副主席。威尔基继续任务及计划管理工作的顾问工作，其中在与英国就2012年伦敦奥运会进行合作时改革英国国防物资和物流系统。
2015年至2017年，威尔基担任美国参议员汤姆·蒂利斯高级顾问。
2017年7月，威尔基获唐纳·川普提名为国防部人事与预备副部长。其提名于2017年11月16日获参议院确认。
2018年3月28日，特朗普总统透过Twitter宣布威尔基代任退伍军人事务部长，直至参议院确认部长的继任人选。5月18日，罗尼·杰克逊的提名被撤回后，特朗普宣布提名威尔基全职出任退伍军人事务部长。7月23日，威尔基凭86比9的票数参议院确认，7月30日宣誓就职。
2019年，威尔基入选《现代医疗》杂志100大最具影响力医疗人士榜单的第52位。
2020年3月2日，副总统迈克·彭斯办公室宣布威尔基加入白宫冠状病毒工作组。

## 军事经历
威尔基曾服役于美國海軍預備役，目前服务于美国空军预备役司令部，军衔上校。他被委派的单位还包括联合部队情报司令部、海军特种作战二队及海军情报办公室。
威尔基是海军指挥参谋学院、空军指挥参谋学院、美国陆军战争学院和联合部队参谋学院的毕业生，曾在《海军战争学院评论》（The Naval War College Review）、《参数》（Parameters）、《国际武装部队期刊》（Armed Forces Journal International）和（航空航天动力论文集期刊）（The Air and Space Power Journal Proceedings）等多份军事期刊发表文章。

## 亲邦联演说
威尔基曾在1995年与美国国会山庄发表的演说中，表示帮轮总统傑佛遜·戴維斯是“败局命定论的烈士”、“杰出时代的杰出人物”。威尔基曾在2009年由邦联退伍军人之子组织举办的亲邦联活动中谈论罗伯特·E·李。他在讲话中还指废奴主义者是“激进”、“虚假”，是“自由的敌人”，盛赞邦联的“使命是光荣的”，指责奴隶制是“我们故事的污点，因为它是历史上每个文明的污点”。威尔基是该组织的前成员。
在威尔基的确认听证会上，含糊地向参议员表示他公开向邦联团体演讲的历史没有那么的长。在参议员提名调查问卷的宣誓声明中，威尔基未将邦联纪念委员会的会籍写入，也从会籍细节的回应中省略他的活动演讲。